# St. Josef (Holzkirchen)

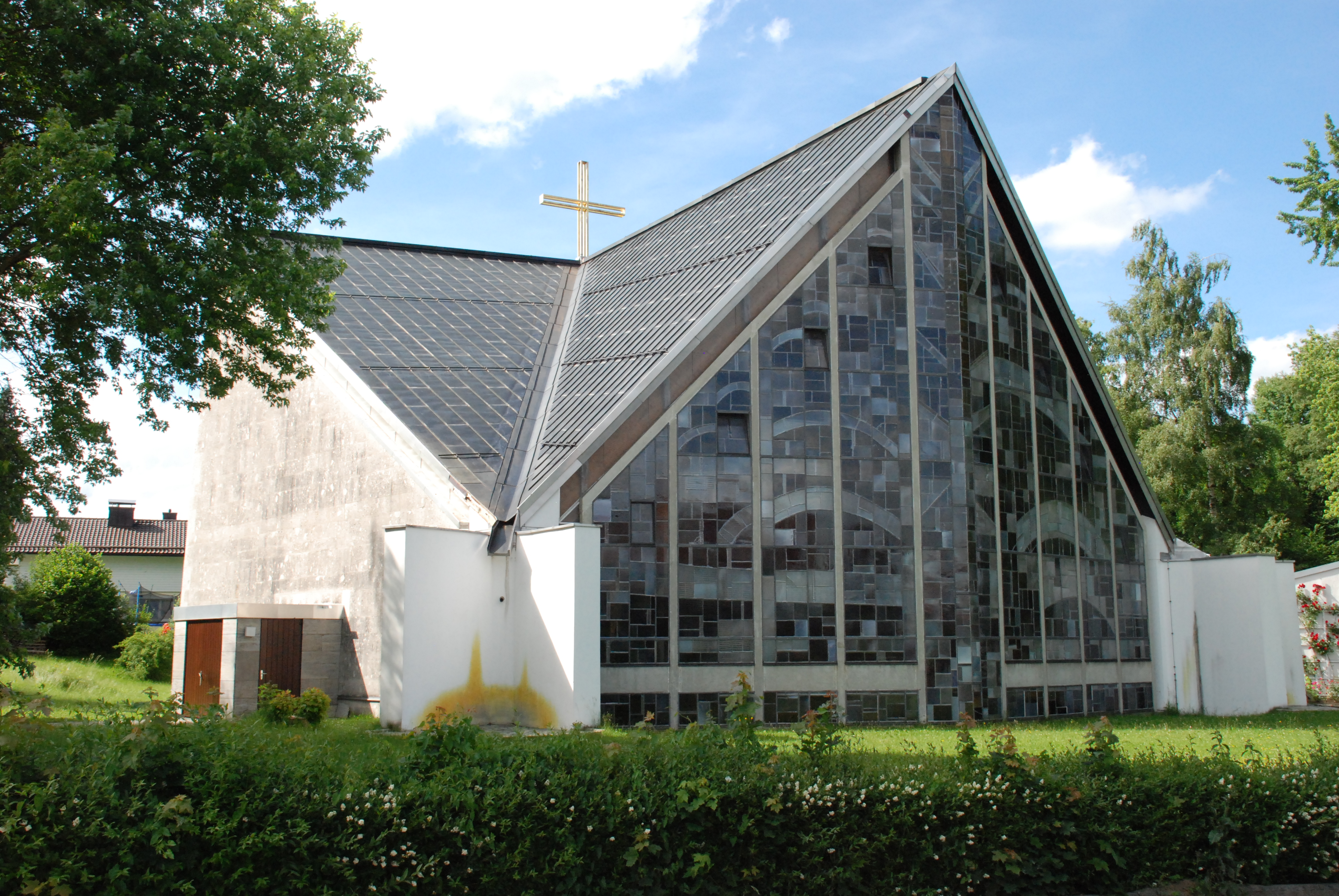
Altbau (1962–2014)

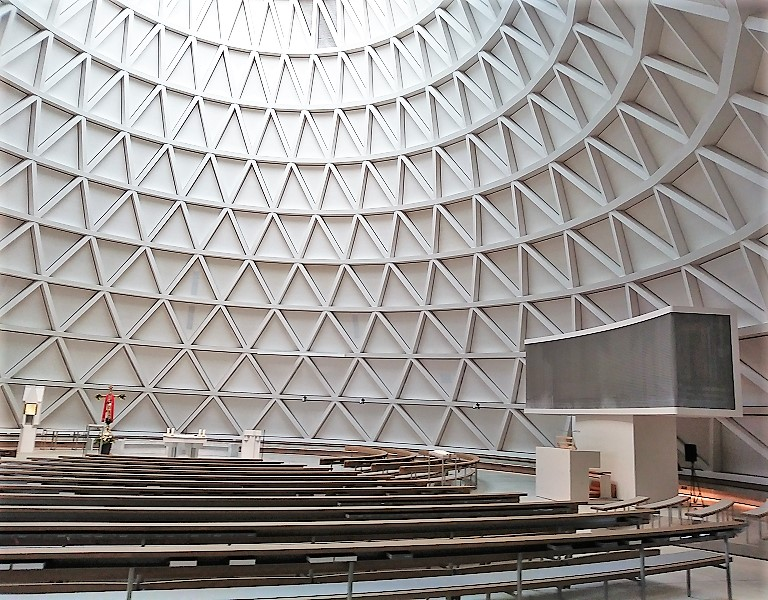
Neubau (2018)

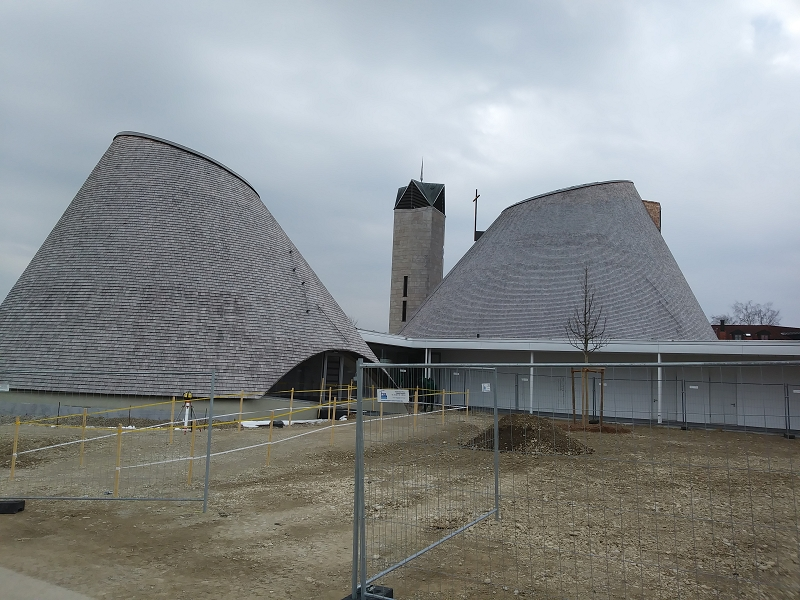
St. Josef Holzkirchen, Neubau

Die Kirche St. Josef ist ein römisch-katholisches Kirchengebäude im oberbayerischen Holzkirchen im Landkreis Miesbach. Der Neubau, der dem heiligen Josef von Nazaret geweiht ist, entstand ab 2016.
Die Kirche gehört heute zum Pfarrverband Holzkirchen-Warngau im Dekanat Miesbach, in der Region Süd des Erzbistums München und Freising.

## Altbau (1961)
An gleicher Stelle stand die bis 1962 erbaute und am 24. Juni 1962 eingeweihte St.-Josefs-Kirche, die wegen ihrer Dachform auch „Zelt Gottes“ genannt wurde. Der Architekt war Franz Ruf.
Am 24. November 2011 wurde die Kirche wegen Baumängeln und Einsturzgefahr geschlossen. Sanierungspläne scheiterten aus wirtschaftlichen Gründen, sodass die Kirche 2012 profaniert und im Sommer 2014 abgerissen wurde. Der Glockenturm blieb bestehen.

## Neubau (2018)
Dem Entwurf des Münchener Architekten Eberhard Wimmer zufolge bilden zwei stumpfe bzw. schiefe Kegel die Kirche und die Werktagskapelle nach dem Vorbild des Moränenhügels und der nahen Alpensilhouette. Die Form passt ebenfalls zu dem Kirchturm. Ein Flachdachbau schafft die Verbindung beider unterschiedlich großer Bauwerke. Hergestellt wurde die Kegelkonstruktion der Kirche aus horizontalen zweiteiligen Holzringen mit Stahleinlagen und Furnierschichtholz. Die Bedachung besteht hauptsächlich aus Holzschindeln. Im Inneren des Kirchengebäudes soll der Blick durch die Form der Kegelstümpfe automatisch ins Licht geführt werden. Sailer Stepan und Partner waren die Tragwerksplaner.
Das Liturgie- und Kirchenverständnis des zweiten Vatikanischen Konzils wird durch die mittige Anordnung des Altars größtenteils umgesetzt. Am 18. März 2016 wurde der Grundstein der neuen Kirche St. Josef gelegt. Der Erzbischof von München und Freising, Reinhard Marx, konsekrierte das Gotteshaus am 18. März 2018. Knapp ein Jahr später erhielt die Kirche einen Sonderpreis des Holzbaupreis Bayern 2018 für ihre „außergewöhnliche Formensprache und Materialität“ und die „beeindruckende räumliche Qualität“.

## Orgel

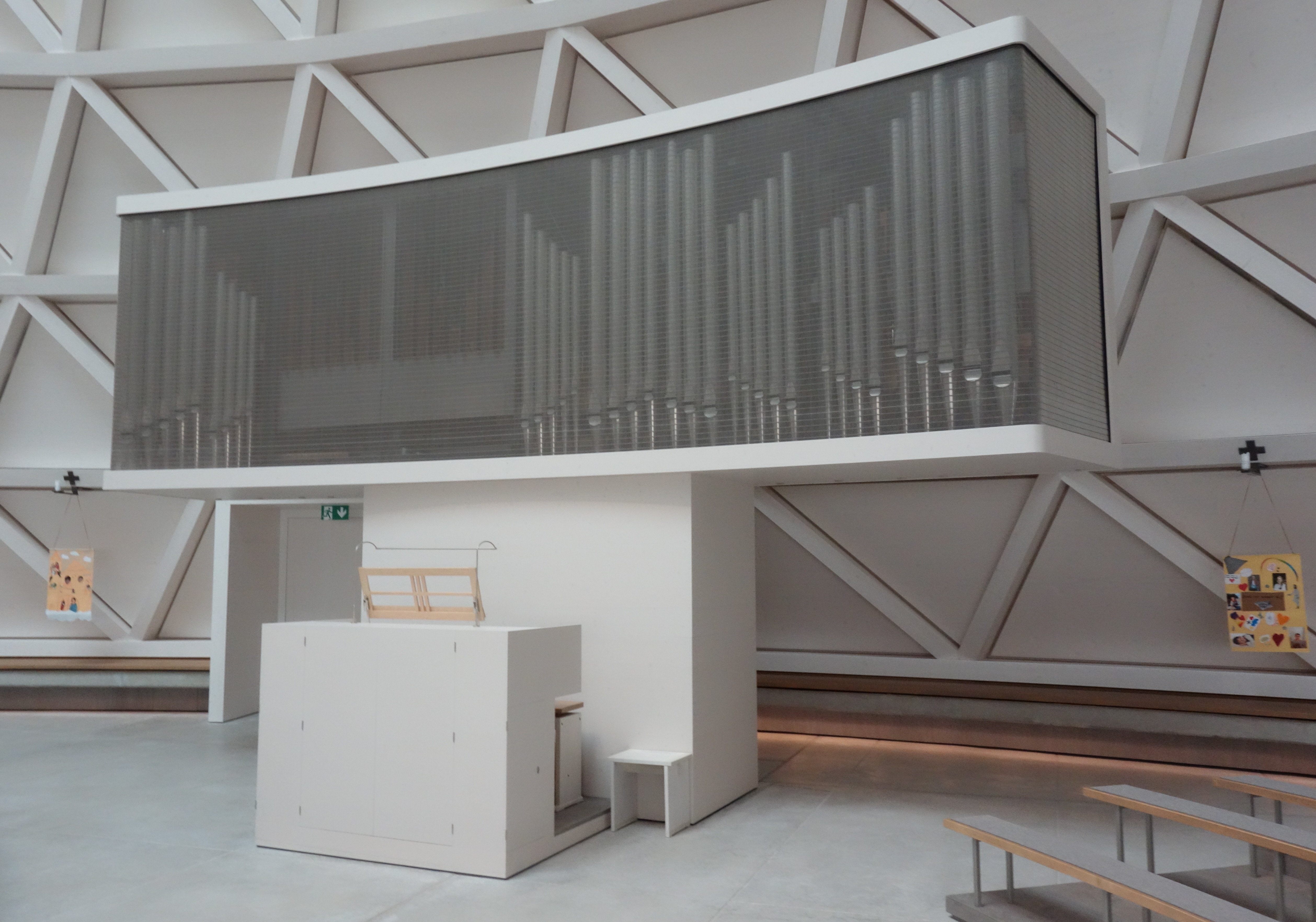
Die Frenger-Orgel

Nach ihrer Fertigstellung 1962 wurde die Pfarrkirche zunächst mit einer gebrauchten Orgel ausgestattet. Diese wurde 1984 in die alte Pfarrkirche St. Laurentius versetzt. St. Josef erhielt ein neues Instrument der Firma Münchner Orgelbau unter der Leitung von Wilhelm Stöberl. Dieses wurde mit mechanischen Spieltrakturen und elektrischen Registertrakturen ausgestattet. Es umfasste 25 Register auf zwei Manualen und Pedal. Zusätzlich zu den Normalkoppeln erhielt es ein Koppelmanual. Im Zuge des Kirchenneubaus wurde von der Firma Orgelbau Frenger aus Bruckmühl eine neue Orgel erstellt. Mit Ausnahme des Prospekts wurden so viele Bauteile wie möglich von der alten Orgel übernommen. Dementsprechend ist die Disposition beinahe gleich. Sie wurde lediglich um das Pedalregister Violon 16′ und die Suboktavkoppeln erweitert. Im Zuge der Kirchweihe am 18. März 2018 kam die neue Orgel erstmals zum Einsatz. Sie verfügt nunmehr über 26 klingende Register. Im Gegensatz zur alten Kirche steht die Orgel im Neubau ebenerdig, da dieser keine Empore besitzt.
| II Hauptwerk C–g3 |            |       |
| 1.                | Principal  | 8′    |
| 2.                | Rohrflöte  | 8′    |
| 3.                | Oktav      | 4′    |
| 4.                | Spitzflöte | 4′    |
| 5.                | Quinte     | 2 ⁄3′ |
| 6.                | Oktave     | 2′    |
| 7.                | Mixtur     | 1 ⁄3′ |
| 8.                | Trompete   | 8′    |

| III Schwellwerk C–g3 |             |        |
| 9.                   | Holzgedackt | 8′     |
| 10.                  | Spitzgamba  | 8′     |
| 11.                  | Principal   | 4′     |
| 12.                  | Koppelflöte | 4′     |
| 13.                  | Nasat       | 2 ⁄3′  |
| 14.                  | Blockflöte  | 2′     |
| 15.                  | Terz        | 1 3⁄5′ |
| 16.                  | Quinte      | 1 ⁄3′  |
| 17.                  | Scharf      | 2⁄3′   |
| 18.                  | Hautbois    | 8′     |
|                      | Tremulant   |        |

| Pedalwerk C–f1 |            |       |
| 19.            | Violon     | 16′   |
| 20.            | Subbass    | 16′   |
| 21.            | Oktavbass  | 8′    |
| 22.            | Bourdon    | 8′    |
| 23.            | Choralbass | 4′    |
| 24.            | Hintersatz | 2 ⁄3′ |
| 25.            | Fagott     | 16′   |
| 26.            | Trompete   | 8′    |

- Koppeln:
  - Normalkoppeln: Koppelmanual, II/P, III/P
  - Suboktavkoppeln: III/I, III/III
- Spielhilfen: Elektronik und 4000-fache Setzeranlage (Fa. Eisenschmid, Erling-Andechs)

## Glocken
Die vier Glocken wurden in leichten Rippen durch die Erdinger Glockengießerei unter Karl Czudnochowsky hergestellt. Die Disposition des Geläuts:
| Nr. | Name            | Durchmesser (mm) | Masse (kg, ca.) | Schlagton (HT-1/16) | Gießer                   | Gussjahr |
| 1   | Josefsglocke    | 1.494            | 1.850           | c1 −3               | Erdinger Glockengießerei | 1962     |
| 2   | Herz Jesu       | 1.250            | 1.066           | es1 −1              | Erdinger Glockengießerei | 1962     |
| 3   | hl. Barbara     | 1.035            | 0.627           | g1 −4               | Erdinger Glockengießerei | 1962     |
| 4   | hl. Franz Xaver | 0.844            | 0.350           | b1 −2               | Erdinger Glockengießerei | 1962     |